# Telemidae
Telemidae  (лат.) — семейство аранеоморфных пауков из серии Haplogynae. 

## Таксономия и распространение
В семействе описано 60 современных видов, объединяемых в 9 родов:
- Apneumonella — 2 вида (Малайзия, Суматра, Танзания);
- Cangoderces — 5 видов (Южная Африка, Камерун, Кот-д’Ивуар);
- Jocquella — 2 вида (Новая Гвинея);
- Kinku — 1 вид (Эквадор);
- Pinelema — 5 видов (Китай);
- Seychellia — 5 видов (Камерун, Кот-д’Ивуар, Сейшельские острова, Китай);
- Telema — 40 видов (Китай, Япония, Юго-Восточная Азия, Западная Европа, Гватемала);
- Telemofila — 2 вида (Суматра, Новая Каледония);
- Usofila — 4 вида (США, Аляска).